# ملا محمد نامی
ملا محمد نامی معروف به قاضی محمد بستکی شاعر سده نهم هجری است. 

## زندگی نامه
ملا محمد نامی (زاده ٨١٠ یا ٨١٢ ه.ق) فتویه، بستک بود. نامی بنا به دعوت حاکم لارستان ابراهیم خان علاءالملک لاری در آن مرکز به مباحث‌های علمی و ادبی می‌پرداخته است. 
نامی در سال ٩٢١ وفات یافت آرامگاهش در محله (کوریچان) لار واقع است.

## آثار
دیوان ملا محمد نامی 

## نمونه شعر
| قضای حق گل آدم بخاک غصه سرشت |  | که در کشاکش محنت نه خوب ماند و نه زشت |